# Rollie Fingers
Roland Glen Fingers (né le 25 août 1946 à Steubenville, Ohio, États-Unis) est un ancien lanceur au baseball ayant joué dans les Ligues majeures de 1968 à 1985 pour les A's d'Oakland, les Padres de San Diego et les Brewers de Milwaukee. Il est considéré comme l'un des meilleurs lanceurs de relève de l'histoire de ce sport, ayant contribué à donner ses lettres de noblesse au poste de releveur, et plus particulièrement au rôle de stoppeur dans le baseball moderne.
Rollie Fingers a remporté le prestigieux trophée Cy Young et été nommé joueur par excellence de la Ligue américaine en 1981. Il a été élu joueur par excellence de la Série mondiale 1974, été invité sept fois au match des étoiles du baseball majeur et été nommé releveur de l'année en quatre occasions.
Il a détenu de 1980 à 1992 le record des Ligues majeures pour le nombre de sauvetages et a complété sa carrière avec 341 victoires protégées. Fingers a été élu au Temple de la renommée du baseball en 1992.

## Carrière

### Athletics d'Oakland
Rollie Fingers a signé un contrat comme agent libre par les Athletics de Kansas City en 1964. La franchise déménage à Oakland en 1968 et le lanceur droitier fait ses débuts dans les majeures vers la fin de cette saison, apparaissant pour la première fois au monticule le 15 septembre.
En 1969, il protège ses 12 premières victoires dans les majeures, mais est utilisé comme lanceur partant en 1970. Il connaît peu de succès dans la rotation et retourne à l'enclos de relève. Il protège 17 parties en 1971 puis 21 en 1972, alors que les Athletics d'Oakland remportent la première de trois séries mondiales consécutives. Il effectue trois sorties en Série de championnat de la Ligue américaine et est crédité d'une victoire contre les Tigers de Detroit. En Série mondiale 1972, il protège 2 des 4 victoires des A's sur les Reds de Cincinnati.
C'est également en 1972 que Fingers arborera pour la première fois sa moustache en guidon qui a fait sa marque de commerce. Le propriétaire des Athletics, Charles O. Finley, avait offert cette année-là à ses joueurs un boni de 300 dollars pour chacun d'entre eux qui se ferait pousser une moustache. Chaque joueur obtempéra, mais Fingers ne rasa plus jamais la sienne. Aujourd'hui dans la soixantaine, il arbore toujours cette moustache. Avant d'annoncer sa retraite en 1986, Fingers reçut une proposition de contrat des Reds de Cincinnati, mais l'offre fut retirée après que le lanceur eut informé l'équipe qu'il refusait de se plier à la règle interne interdisant aux joueurs de porter la barbe ou la moustache.
En 1973, il est invité au match des étoiles pour la première fois. Il enregistre 22 sauvetages et présente une moyenne de points mérités de seulement 1,92 en 62 présences au monticule. Il fait trois apparitions au monticule en Série de championnat 1973 et sa moyenne de points mérités est de 1,93 en quatre manches et deux tiers lancées. Il protège une victoire mais est le lanceur perdant du quatrième match contre Baltimore. En Série mondiale 1973, il apparaît dans six des sept parties que les A's disputent aux Mets de New York. Couronné champion pour la seconde fois avec Oakland, Fingers maintient une microscopique moyenne de points mérités de 0,66 alors qu'il n'accorde qu'un point mérité aux Mets en 13 manches et deux tiers. Il est le lanceur perdant du deuxième match qui va en prolongation, mais réussit le sauvetage dans les 5e et 6e parties.
En 1974, il domine les lanceurs de l'Américaine avec 76 présences au monticule. Avec deux sauvetages et une moyenne de 1,93 en 9 manches et un tiers lancées en finale contre les Dodgers de Los Angeles, Fingers est élu joueur par excellence de la Série mondiale. Il retire Von Joshua à Oakland pour mettre fin au dernier match et assurer aux A's un troisième titre en autant d'années.
Le droitier domine à nouveau la ligue pour les sorties au monticule avec 75 en 1975 et protège plus de 20 victoires à ses deux dernières saisons à Oakland. Après la saison 1976, sa neuvième chez les A's, il signe un contrat en tant que joueur autonome et se joint aux Padres de San Diego de la Ligue nationale.

### Padres de San Diego
Rollie Fingers a évolué quatre saisons pour les Padres. Il a dominé la Nationale avec 35 sauvetages en 1977 et 37 (un sommet personnel) en 1978.
En 1977, 1978 et 1980, il remporte le titre du releveur de l'année.
En 1980, Fingers bat le record des ligues majeures de 227 sauvetages détenu par Hoyt Wilhelm, et conservera ce record jusqu'à ce que Jeff Reardon, des Red Sox de Boston, le dépasse en 1992 avec une 342e victoire protégée en carrière.
Le 8 décembre 1980, Rollie Fingers est échangé à Saint-Louis lors d'une transaction entre les Cardinals et les Padres impliquant 11 joueurs. Quatre jours plus tard, il fait partie des sept joueurs à changer d'équipe lors d'un autre échange, impliquant cette fois Saint-Louis et Milwaukee.

### Brewers de Milwaukee
Le releveur effectue un retour dans la Ligue américaine avec les Brewers de Milwaukee en 1981. Dès sa première année, et malgré un nombre moins élevé de présences au monticule (41), il domine la ligue pour les sauvetages, avec 28. Sa moyenne de points mérités n'est que de 1,04 en 78 manches lancées.
Fingers protège 29 victoires en 1982 mais, ennuyé par des blessures, il rate le premier voyage des Brewers en Série mondiale. Son équipe s'incline face aux Cards de Saint-Louis.
Le lanceur droitier enregistre 23 sauvetages en 1984 et complète sa carrière avec une cinquième saison à Milwaukee en 1985, mettant un terme à une brillante carrière de 18 saisons dans les ligues majeures de baseball.

## L'héritage de Rollie Fingers

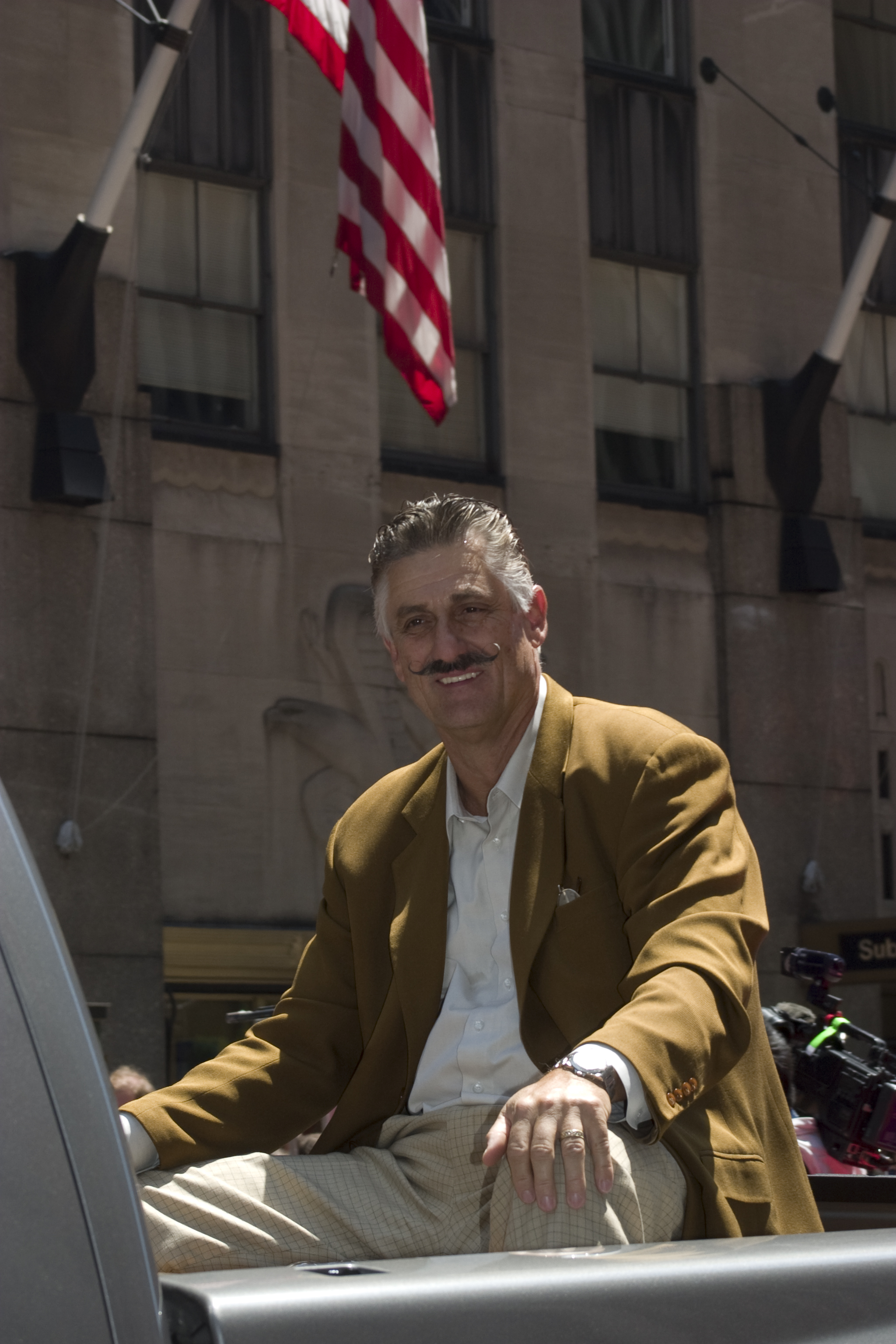
Rollie Fingers à New York en 2008, arborant toujours sa célèbre moustache.

Les succès de Rollie Fingers au cours de sa carrière dans les ligues majeures a contribué à donner davantage de prestige au rôle de lanceur de relève. Jusqu'à la fin des années 1960, ceux-ci étaient le plus souvent des lanceurs partants mutés à l'enclos de relève en raison de leurs insuccès au monticule. Après avoir retrouvé leur aplomb, ces lanceurs étaient souvent réintégrés dans la rotation de partants.
De plus, avant l'époque de Fingers, les meneurs de la ligue au chapitre des sauvetages en totalisaient généralement entre 20 et 25. Ce nombre a augmenté avec Fingers, pour finalement atteindre environ le double au début du XXIe siècle, alors qu'il est devenu de plus en plus important pour une équipe de compter sur un stoppeur de premier plan.

## Honneurs et exploits
- Joueur par excellence de la Ligue américaine en 1981.
- Gagnant du trophée Cy Young comme meilleur lanceur de la Ligue américaine en 1981.
- Releveur de l'année dans la Ligue nationale en 1977, 1978 et 1980.
- Releveur de l'année dans la Ligue américaine en 1981.
- A participé 7 fois au match des étoiles (1973-1976, 1978, 1981, 1982).
- A remporté trois fois la Série mondiale (1972, 1973, 1974) avec Oakland.
- Joueur par excellence de la Série mondiale en 1974.
- Élu au Temple de la renommée du baseball en 1992.
- A vu son numéro 34 retiré par les Brewers de Milwaukee (en 1992) et les Athletics d'Oakland (en 1993), ce qui en fait l'un des huit joueurs de l'histoire des majeures dont le numéro d'uniforme a été retiré par plus d'une franchise.
- A détenu le record des Ligues majeures pour les sauvetages entre 1980 et 1992.
- A enregistré le plus haut total de sauvetages de la Ligue nationale en 1977 et 1978 et de la Ligue américaine en 1981.
- Occupe (en 2009) le 10e rang de l'histoire[7] pour les sauvetages, avec 341.